# Foho Aiasa
Der Foho Aiasa (Aiasa) ist ein Berg in der osttimoresischen Gemeinde Bobonaro. Er liegt im Norden des Sucos Leohito (Verwaltungsamt Balibo), im Zentrum der Aldeia Aiasa und hat eine Höhe von 464 m. Er befindet sich zwischen den Orten Mauleo und Ualeten.